# Joey DeFrancesco
Joey DeFrancesco (Springfield (Pennsylvania), 10 april 1971 – 25 augustus 2022) was een Amerikaanse jazzorganist.

## Biografie
DeFrancesco is de zoon van de pianist en organist Papa John DeFrancesco en zijn grootvader speelde bij The Dorsey Brothers. Zijn albumdebuut had hij al op 17-jarige leeftijd en hij speelde al op jeugdige leeftijd met Shirley Scott en Brother Jack McDuff (met wie hij later ook opnam). Weinig later toerde hij met jazzgrootheden als Miles Davis (Tour 1987/1988, opname Amandla, 1989) en John McLaughlin. In 1989 voltooide hij zijn studie aan de Philadelphia High School of Creative and Performing Arts. In hetzelfde jaar verscheen zijn eerste album als leader. Midden jaren 1990 werkte hij veel in trio met John McLaughlin, later in trio met Ximo Tebar.
Hij telt als een van de hoofdverantwoordelijken voor de Hammond-B3-Boom begin jaren 1990. Op sommige albums is DeFrancesco ook te horen als zanger. Vermeldenswaardig is ook zijn werk met hammondorgel-legende Jimmy Smith (Incredible, Jazzfestival San Francisco 1999).

## Discografie
- 1994: The Free Spirits Tokyo Live (Verve Records) met John McLaughlin, Dennis Chambers
- 1999: Goodfellas (Concord Jazz) met Frank Vignola
- 2000: Incredible! (Concord Jazz) met Jimmy Smith
- 2001: Singin’ And Swingin’ (Concord Jazz)
- 2002: Ballads And Blues (Concord Jazz)
- 2002: The Philadelphia Connection: A Tribute to Don Patterson (HighNote Records)
- 2003: Falling In Love Again (Concord Jazz)
- 2004: Plays Sinatra His Way (HighNote Records)
- 2006: Organic Vibes (Concord Records)
- 2006: The Authorized Bootleg (Concord Records)
- 2011: DeFrancesco Brothers (VectorDisc) met zijn broer Johnny en Glen Ferracone
- 2018: You’re Driving Me Crazy (Sony Legacy) met Van Morrison